# Croton mcvaughii
Espèce
Classification APG II (2003)
Croton mcvaughii est une espèce de plantes à fleurs du genre Croton et de la famille Euphorbiaceae présente au Mexique (Jalisco, Nayarit).